# Arnold Fricke
Arnold August Friedrich Fricke (* 7. September 1913 in Lehe; † 8. November 1986 in Braunschweig) war ein deutscher Mathematiker, Professor für Mathematik und ihre Didaktik und ein maßgeblicher Schulbuchautor.

## Leben
Nach dem Abitur 1932 studierte Fricke Mathematik und Physik: von 1932 bis 1933 an der Friedrich-Schiller-Universität Jena und von 1933 bis 1937 an der Technischen Hochschule Berlin, wo er sein Studium mit Auszeichnung als Diplommathematiker abschloss. Während seiner späteren Tätigkeit von 1939 bis 1945 an der Luftfahrtforschungsanstalt Braunschweig wurde er 1942 an der Technischen Hochschule Berlin zum Doktoringenieur promoviert. Nach Kriegsende war er zunächst Mitarbeiter an der Kant-Hochschule Braunschweig und ab 1953 Dozent für „Didaktik des Rechnens und der Raumlehre“. 1960 erhielt er einen Ruf auf eine ordentliche Professur für Mathematik und ihre Didaktik an die Technische Hochschule Braunschweig. 1979 wurde er emeritiert.
Fricke hatte mit seinen Schulbuchwerken und Fachpublikationen einen nachhaltigen Einfluss auf die Reform des Mathematikunterrichts an Grund- und Hauptschulen. International bekannt wurde das Schulbuch Mathematik in der Grundschule (kurz: „Fricke-Besuden“), das er zusammen mit seinem Oldenburger Kollegen Heinrich Besuden verfasste.

## Veröffentlichungen (Auswahl)
Fricke hat ca. 80 Publikationen erstellt.
- Mit Heinrich Besuden: Mathematik in der Grundschule. Stuttgart: Klett, 1967 bis 1986. Zusätzlich Adaptationen für andere Länder (z. B. französisch, spanisch, niederländisch), insgesamt 70 Titel.
- Didaktik der Inhaltslehre. Stuttgart: Klett,  1983. ISBN 9783129257111.
- Sachrechnen. Das Lösen angewandter Aufgaben. Mit einem Nachwort von Prof. Heinrich Besuden. Stuttgart: Klett, 1987. ISBN 9783129257128